# Volta (lago)
Il lago Volta è il maggiore lago artificiale al mondo, con circa 8502 km² di superficie e 148 km³ di acqua immagazzinata.

## Storia
Venne creato sbarrando il fiume Volta con la diga di Akosombo. Per l'allagamento successivo alla costruzione della diga (completata nel 1966) circa 76 000 persone furono trasferite altrove assieme a centinaia di migliaia di animali.

## Geografia
Si trova in Ghana, e copre circa il 3,5% del territorio del paese. Sul punto più settentrionale del lago, 520 km a nord della diga, si trova la cittadina di Yapei. La sponda occidentale appartiene al Digya National Park.

## Economia
La diga produce elettricità per la maggior parte del Ghana ed è fondamentale per l'industria locale dell'alluminio. Il lago è anche la principale fonte di irrigazione, e svolge un ruolo fondamentale anche per l'allevamento e la pesca.
Il lago è attraversato da un traffico sostenuto di traghetti e navi cargo.

## Incidenti
L'affondamento di un traghetto il 9 aprile 2006 provocò la morte di circa 120 persone.